# 圣安利日堂

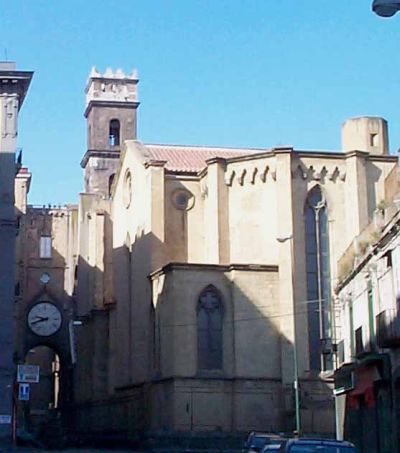
圣安利日堂

圣安利日堂（Sant’Eligio Maggiore）是一座教堂，位于意大利那不勒斯集市广场（Piazza Mercato），建于卡洛一世在位期间的1270年。这是安茹王朝建于那不勒斯的第一座教堂。 
原来的建筑今天很少保留。通往集市广场拱形通道通过原教堂立面。二战轰炸后教堂多处受损，仍在恢复的过程中。